# Distretto di Świdnica
Il distretto di Świdnica (in polacco powiat świdnicki) è un distretto polacco appartenente al voivodato della Bassa Slesia.

## Geografia antropica

### Suddivisioni amministrative
Il distretto comprende 8 comuni.
- Comuni urbani: Świdnica, Świebodzice
- Comuni urbano-rurali: Jaworzyna Śląska, Strzegom, Żarów
- Comuni rurali: Dobromierz, Marcinowice, Świdnica